# 화변기

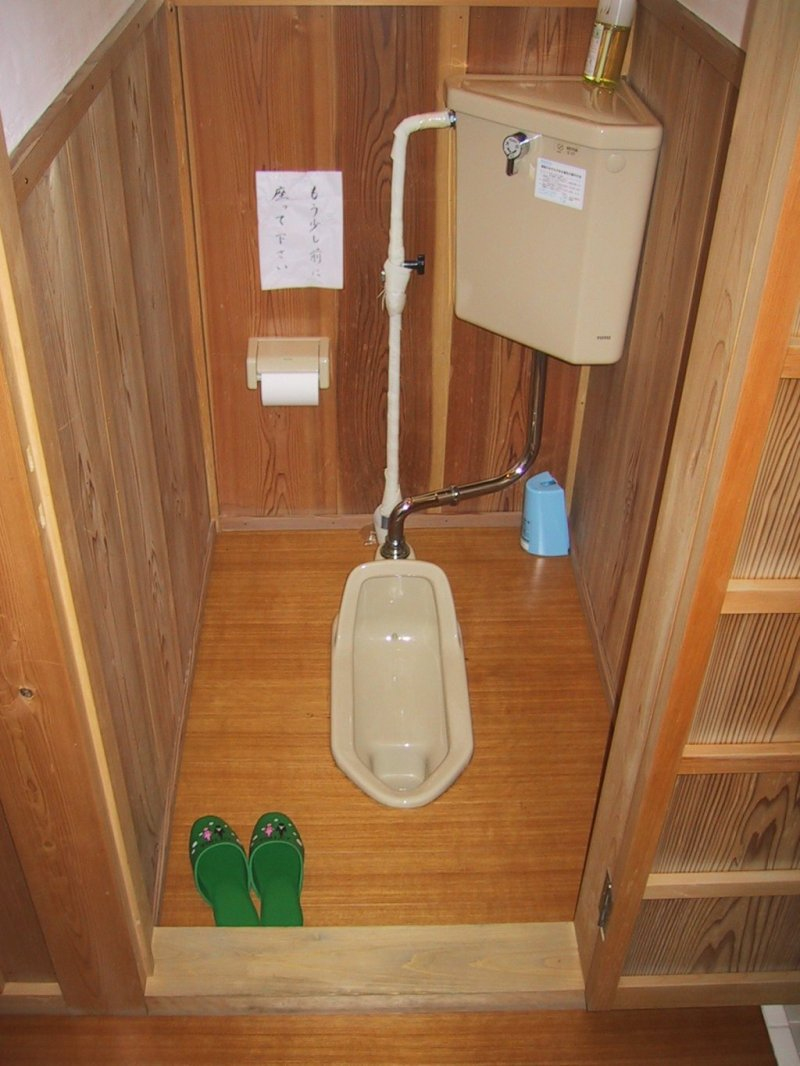
일본의 화변기

화변기(和便器) 또는 왜변기(倭便器), 와변기, 세출식 변기, 수대변기, 동양식 변기는 쪼그려 앉는 형태의 화장실 변기를 말한다. 물 내리는 방식은 물통에 달린 줄을 잡아당기는 하이탱크, 발로 밟거나 손으로 누르는 플러시 밸브, 볼밸브 여닫이가 있다. 자세 상 대변이 더 잘나오고, 엉덩이가 변기에 닿지 않아 더 위생적이라는 이유로 공중 화장실에서는 화변기를 선호하는 층이 있다.
화변기는 주로 이란을 비롯한 중동 국가, 인도 및 일본에서 사용한다. 한국에서는 2000년대까지 공중 화장실에서 자주 사용되었으나 현재는 양변기에 밀려 도태되는 추세다.

## 같이 보기
- 화장실
- 양변기
- 요강
- 변기